# Ikamiut
Ikamiut est un village groenlandais situé dans la municipalité de Qeqertalik près de Qasigiannguit. La population était de 97 habitants en 2010.